# به‌یادسپاری

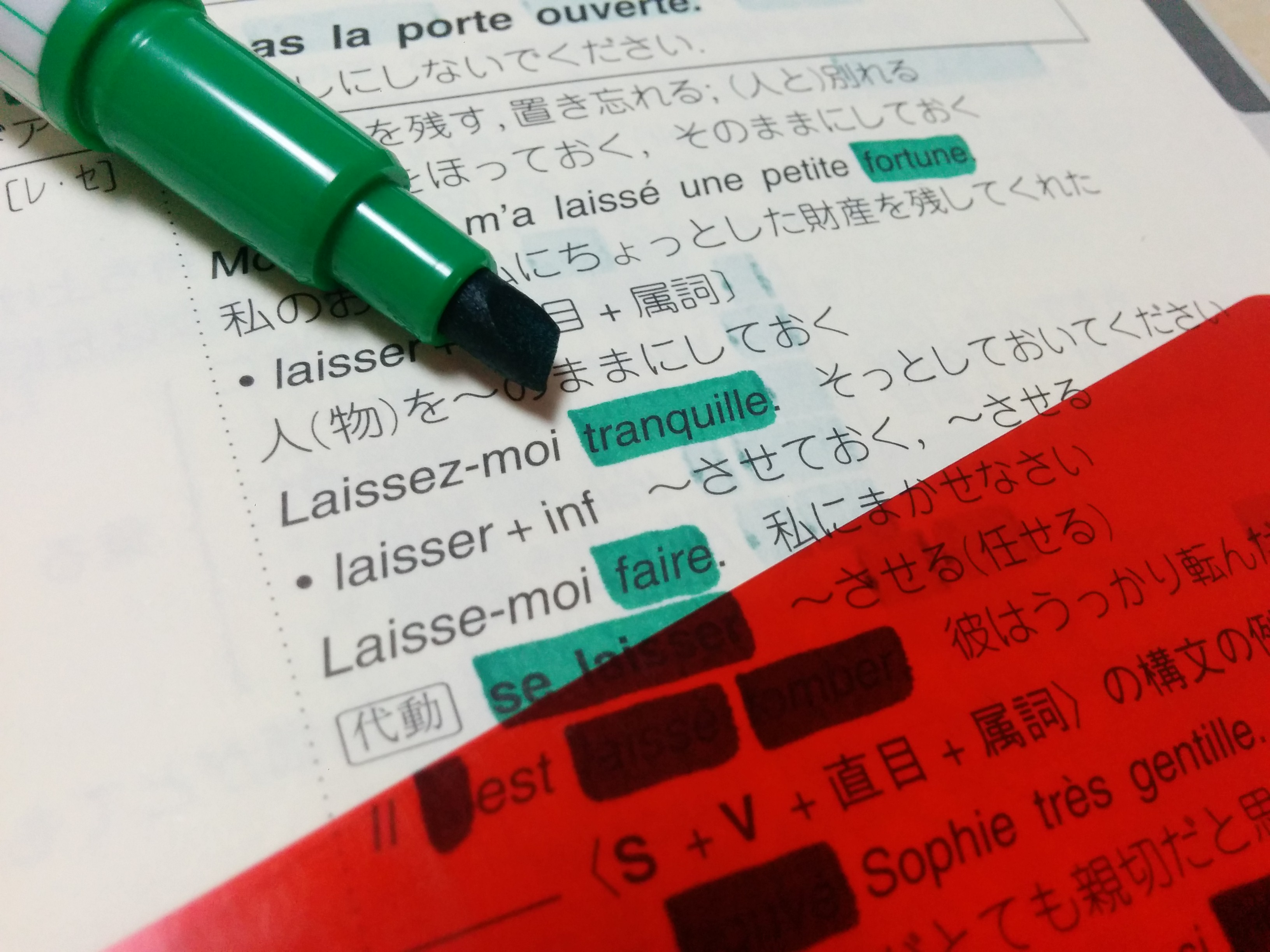
به‌یادسپاری  یک روش حفظ کردن مبتنی بر تکرار است. این ایده براساس بازیابی خاطرات به تکرار آنها رابطه دارد و هرچه فرد بیشتر آن را تکرار کند زودتر آن را به خاطر خواهد آورد.

## به‌یادسپاری در مقابل تفکر انتقادی
به‌یاد سپاری معمولاً در زمانی که بازیابی سریع مورد نیاز است استفاده می‌شود برای اینگونه استفاده می‌توان از حفظ کردن خطوط یک نمایش برای یک بازیگر یا حفظ کردن یک شماره تلفن مثال زد.